# Marek Czyż
Marek Czyż est un journaliste polonais de radio et de télévision, présentateur de journaux télévisés et publiciste né le 25 mars 1968 à Cieszyn.

## Biographie
Marek Czyż est né le 25 mars 1968 à Ciszyn, dans la voïvodie de Silésie, en Pologne.
Il est diplômé du lycée Mikołaj Kopernik de Cieszyn (pl) et de l'université de Silésie à Katowice.
Il commence sa carrière en tant que journaliste à Radio Top, la première station de radio privée de Katowice. Auparavant, il a co-animé le programme de la radio étudiante Egida (pl) pendant plusieurs années.
Pendant 12 ans, entre 1996 et 2008, il travaille sans interruption à Telewizja Polska, présentant, entre autres, les émissions Monitor Wiadomości (pl) et Gość Jedynki (pl) sur TVP 1, des émissions sur l'adhésion de la Pologne à l'Union européenne, des émissions de publicistes sur TVP 3 et Aktualności (pl) sur TVP Katowice (pl). Il travaille également à la rédaction étrangère de la TAI (pl) et comme reporter silésien pour TVP.
De 2009 à 2011, il présente Silesia Informacje sur la chaîne de télévision Telewizja Silesia, ainsi que les programmes Kiosk et Gość TVS. Du 30 septembre 2009 à 2011, il a également été directeur des programmes de la chaîne.
Depuis 2011, il travaille à TVP Info. Jusqu'à la mi-février 2016, il co-anime Poranek Info (pl), et jusqu'à la fin avril 2016 l'émission de publicistes Forum. Du 18 mai 2014 au 24 juillet 2016, il présente l'émission Bez retuszu sur TVP Info.
Le 25 avril 2016, il revient sur TVP3 Katowice. Il y présente l'émission Czyżby? et à partir du 30 avril 2016, il y présente à nouveau Aktualności. Il quitte TVP en août 2016.
Du 9 novembre 2016 au 30 novembre 2018, il travaille à Nowa TV (pl) et co-anime le service d'information 24 godziny online.pl (pl),, et présente jusqu'en octobre 2017 les émissions d'information Tu i teraz et Proste pytanie.
En 2019, il présente l'émission Czyż nie...? et co-anime l'émission Rozmowa dnia diffusée sur Superstacja (pl).
En 2019-2020, il est rédacteur en chef de Silesia24.pl, avec lequel il continue de travailler régulièrement.
En 2020, il rejoint l'équipe éditoriale de la station de radio en ligne Halo.Radio (pl), où il anime son programme original et, de février 2021 à juin 2022, présente ses chroniques originales,.
De janvier 2022 à juillet 2023, il est directeur de l'information de Radio Zet (pl),.
Le 20 décembre 2023, il prononce la déclaration sur les changements à TVP, qui est diffusée à la place du journal télévisé sur TVP 1. Le lendemain, il présente la première édition du nouveau journal télévisé 19.30.